# IC 1882
IC 1882 — галактика типу Sbc (компактна витягнута спіральна галактика) у сузір'ї Кита.
Цей об'єкт міститься в оригінальній редакції Індексного каталогу.